# Volitif
La modalité du volitif (abrégé par VOL ) est une modalité linguistique qui indique les désirs, les souhaits ou les craintes du locuteur. Il est classé comme une sous-catégorie de modalité déontique, qui exprime la manière dont le monde devrait être, selon des normes.

## Réalisation dans le discours
Les modes volitifs constituent une catégorie de modes grammaticaux employés pour exprimer une modalité volitive. L'optatif en représente un exemple. 

### En espéranto
L'espéranto compte une forme verbale volitive qui se forme en ajoutant -u à la racine du verbe à la place de la marque de l'infinitif -i. Elle est employée pour indiquer qu'une action ou un état est souhaité, demandé, ordonné ou visé. Bien que la forme verbale soit appelée volitive, elle peut être considérée comme une forme déontique plus large, car elle exprime aussi des ordres.
Exemples :
- Venu . - Viens. (requête ou commande)
- Donu ĝin al mi. - Donne-le-moi. (requête ou commande)
- Ni faru tion. - « Allons le faire. » (désir ou but)
- Mi iru dormi. - « Je devrais aller dormir. » (exprime l'occasion de l'action)
- Via infano sukcesu en la vivo. - « Que ton/votre enfant réussisse dans la vie. » (souhait ou désir)
- Mi volas, ke vi helpu min. - « Je veux que tu m'aides. » (désir)
- Ŝi petas, ke mi silentu . - « Elle demande que je me taise . » (requête)